# Тяньцзинь Цзиньмэнь Тайгер
«Тяньцзинь Цзиньмэнь Тайгер» (кит. 天津津门虎足球俱乐部) — китайский футбольный клуб из города Тяньцзинь, в настоящий момент выступает в Суперлиге, сильнейшем дивизионе Китая. Клуб образован в 1957 году, под именем «Тяньцзинь Сити» в нынешнем качестве существует с 1998 года. Домашние матчи проводит на футбольном стадионе ТЭДА, вмещающем 37 450 зрителей. В любительскую эру китайского футбола трижды побеждал в чемпионате Китая, дважды побеждал в национальном кубке (1960, 2011).

## Достижения
- Чемпион Китая (3): 1960, 1980, 1983 (в Северной лиге).
- Обладатель Кубка Китая (2): 1960, 2011.
- Финалист Суперкубка Китая : 2012

Результаты за все годы выступления
| Сезон    | 1957 | 1958 | 1960 | 1961 | 1962 | 1963 | 1964 | 1965 | 1973 | 1974 | 1976 | 1977 | 1978 | 1979 | 1980 | 1981 | 1982 | 1983 | 1984 | 1985 | 1986 | 1987 | 1988 | 1989 | 1990 |
| -------- | ---- | ---- | ---- | ---- | ---- | ---- | ---- | ---- | ---- | ---- | ---- | ---- | ---- | ---- | ---- | ---- | ---- | ---- | ---- | ---- | ---- | ---- | ---- | ---- | ---- |
| Дивизион | 1    | 1    | 1    | 1    | 1    | 1    | 1    | 1    | 1    | 1    | 1    | 1    | 1    | 1    | 1    | 1    | 1    | 1    | 1    | 1    | 1    | 1    | 1    | 1    | 1    |
| Место    | 2    | 3    | 1    | 3    | 4    | 3    | 5    | 7    | 5    | 2    | 1    | 6    | 4    | 6    | 1    | 7    | 3    | 12   | 2    | 8    | 4    | 2    | 3    | 5    | 5    |

| Сезон    | 1991 | 1993 | 1994 | 1995 | 1996 | 1997 | 1998 | 1999 | 2000 | 2001 | 2002 | 2003 | 2004 | 2005 | 2006 | 2007 | 2008 | 2009 | 2010 | 2011 | 2012 | 2013 | 2014 |
| -------- | ---- | ---- | ---- | ---- | ---- | ---- | ---- | ---- | ---- | ---- | ---- | ---- | ---- | ---- | ---- | ---- | ---- | ---- | ---- | ---- | ---- | ---- | ---- |
| Дивизион | 1    | 2    | 2    | 1    | 1    | 1    | 2    | 1    | 1    | 1    | 1    | 1    | 1    | 1    | 1    | 1    | 1    | 1    | 1    | 1    | 1    | 1    | 1    |
| Место    | 8    | 3    | 2    | 8    | 8    | 11   | 1    | 7    | 10   | 7    | 10   | 10   | 6    | 4    | 6    | 6    | 4    | 6    | 2    | 10   | 8    | 11   | 7    |

- ↑  на групповом этапе
- ↑  В Северной лиге.

## Прежние названия
- 1957-92: Тяньцзинь Сити (天津市足球队)
- 1993-94: Тяньцзинь (天津足球俱乐部)
- 1995-96: Тяньцзинь Самсунг (天津三星)
- 1997: Тяньцзинь Лифэй (天津立飞)
- 1998-99: Тяньцзинь Тэда (天津泰达)

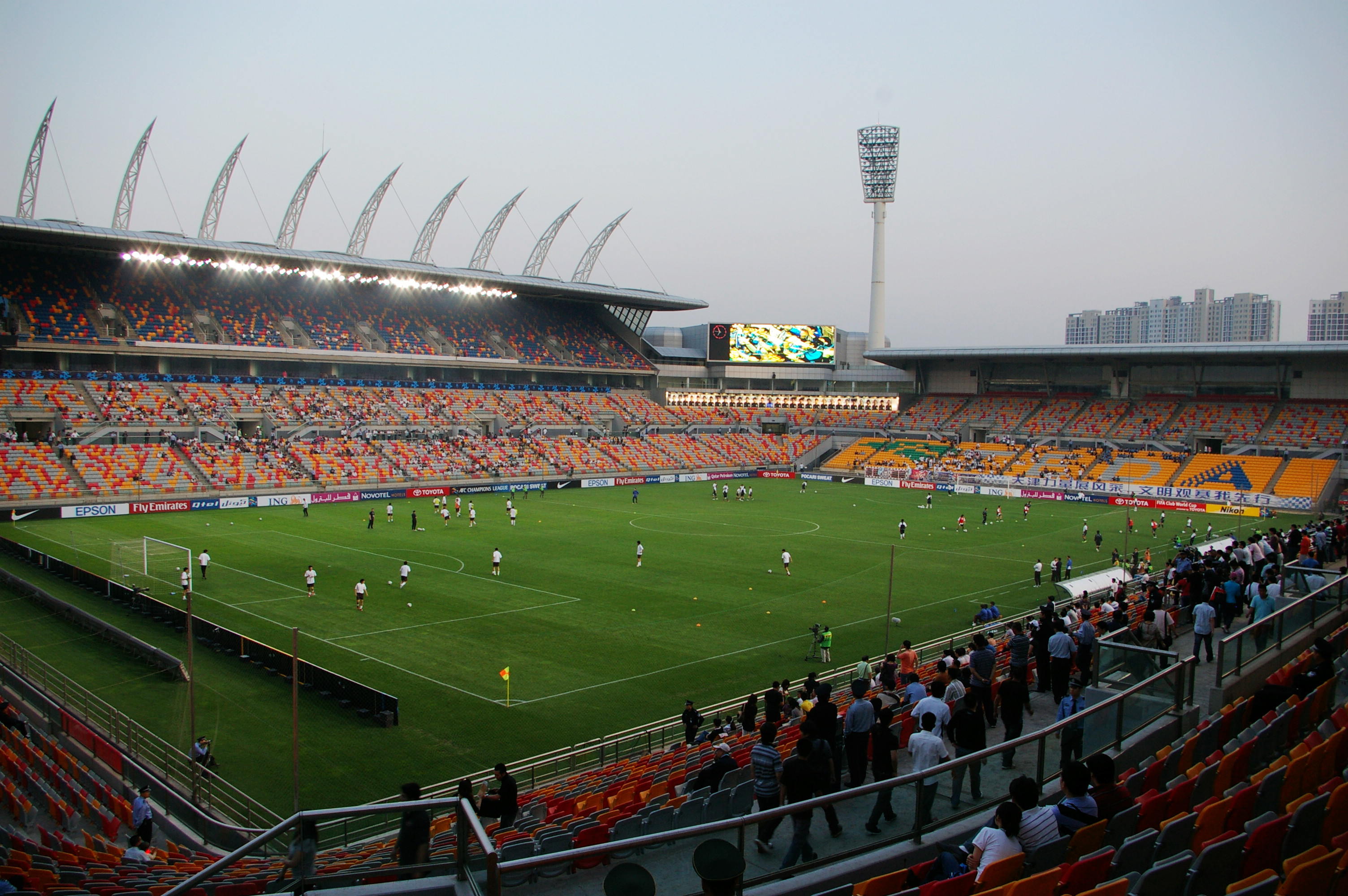
Футбольный стадион Тяньцзинь ТЭДА

- 2000: Тяньцзинь Тэда Динсинь (天津泰达顶新)
- 2001: Тяньцзинь Тэда СЭС (天津泰达 CEC)
- 2002; Тяньцзинь Тэда (天津泰达)
- 2003-04: Тяньцзинь Каншифу (天津康师傅)
- 2005-20: Тяньцзинь Тэда (天津泰达)
- 2021-: Тяньцзинь Цзиньмэнь Тайгер (天津津门虎)